# Coupe du monde de biathlon 2018-2019
Navigation
Édition précédente Édition suivante
La 42e édition de la Coupe du monde de biathlon se déroule entre le 2 décembre 2018 et le 24 mars 2019. La compétition se déroule en neuf étapes ordinaires, la première à Pokljuka en Slovénie, la dernière à Oslo en Norvège et est ponctuée en mars par les championnats du monde 2019 qui font partie intégrante de la Coupe du monde.  Dominateur durant tout l'hiver, Johannes Thingnes Bø s'assure le gain du gros globe de cristal dès le 10 mars lors des championnats du monde. Il met ainsi un terme aux sept saisons de domination sans partage de Martin Fourcade. Il établit par ailleurs un nouveau record de seize victoires en une saison, et réalise son premier Grand Chelem, en s'adjugeant les petits globes de l'individuel, du sprint, de la poursuite et de la mass-start.  
Du côté des femmes, la lutte pour le gros globe entre les deux italiennes Dorothea Wierer et Lisa Vittozzi est indécise jusqu'à la dernière étape à Oslo-Holmenkollen, où elles se présentent à égalité de points. Wierer prend d'entrée une sérieuse option en profitant de la défaillance de sa compatriote sur le sprint, tandis que Anastasia Kuzmina, forte de deux victoires consécutives sur le sprint et la poursuite, revient dans le match. Mais paralysées par l'enjeu, aucune d'entre elles ne parvient à faire la différence lors de la mass-start, ultime course de l'hiver, et les positions restent figées. Dorothea Wierer devient la première biathlète italienne à remporter la Coupe du monde, avec en prime le petit globe de la poursuite. Lisa Vittozzi, sa dauphine au classement général, gagne celui de l'individuel, Anastasia Kuzmina (3e) remporte le classement du sprint, et Hanna Öberg gagne le trophée de la mass-start.

## Programme
| Les sites des compétitions en Amérique-du-Nord | Les sites des compétitions en Europe |

## Attribution des points

### Classements des disciplines
Pour les classements spécifiques à chaque discipline (individuel, sprint, poursuite, mass-start, relais), l'attribution des points est la suivante :
| Place  | 1  | 2  | 3  | 4  | 5  | 6  | 7  | 8  | 9  | 10 | 11 | 12 | 13 | 14 | 15 | 16 | 17 | 18 | 19 | 20 | 21 | 22 | 23 | 24 | 25 | 26 | 27 | 28 | 29 | 30 | 31 | 32 | 33 | 34 | 35 | 36 | 37 | 38 | 39 | 40 |
| ------ | -- | -- | -- | -- | -- | -- | -- | -- | -- | -- | -- | -- | -- | -- | -- | -- | -- | -- | -- | -- | -- | -- | -- | -- | -- | -- | -- | -- | -- | -- | -- | -- | -- | -- | -- | -- | -- | -- | -- | -- |
| Points | 60 | 54 | 48 | 43 | 40 | 38 | 36 | 34 | 32 | 31 | 30 | 29 | 28 | 27 | 26 | 25 | 24 | 23 | 22 | 21 | 20 | 19 | 18 | 17 | 16 | 15 | 14 | 13 | 12 | 11 | 10 | 9  | 8  | 7  | 6  | 5  | 4  | 3  | 2  | 1  |

| Place  | 1  | 2  | 3  | 4  | 5  | 6  | 7  | 8  | 9  | 10 | 11 | 12 | 13 | 14 | 15 | 16 | 17 | 18 | 19 | 20 | 21 | 22 | 23 | 24 | 25 | 26 | 27 | 28 | 29 | 30 |
| ------ | -- | -- | -- | -- | -- | -- | -- | -- | -- | -- | -- | -- | -- | -- | -- | -- | -- | -- | -- | -- | -- | -- | -- | -- | -- | -- | -- | -- | -- | -- |
| Points | 60 | 54 | 48 | 43 | 40 | 38 | 36 | 34 | 32 | 31 | 30 | 29 | 28 | 27 | 26 | 25 | 24 | 23 | 22 | 21 | 20 | 18 | 16 | 14 | 12 | 10 | 8  | 6  | 4  | 2  |

### Classement général
Le classement général de la coupe du monde est établi en additionnant les points obtenus lors des disciplines individuelles (individuel, sprint, poursuite et mass-start). En fin de saison seuls les 23 meilleurs résultats (en termes de points) obtenus par chaque biathlète sur les 25 épreuves sont retenus pour le classement final.
Note : les résultats lors des Championnats du monde 2019 sont également comptabilisés dans le classement général de la Coupe du monde.

### Coupe des Nations
Le classement général de la coupe des Nations est obtenu en additionnant les points de chaque athlète obtenus lors des épreuves de l'individuel, de sprint, ainsi que lors des relais. Pour les épreuves de l'individuel et de sprint, ne sont pris en compte que les points des trois athlètes les mieux classés par nation.
- Pour chaque épreuve de l'individuel ou du sprint, les points sont attribués selon le tableau suivant :

| Place  | 1   | 2   | 3   | 4   | 5   | 6   | 7   | 8   | 9   | 10  | 11  | 12  | 13  | 14  | 15  | 16  | 17  | 18  | 19  | 20  | 21  | 22  | 23  | 24  | 25  | 26  | 27  | 28  | 29  | 30  | 31  | 32  | 33  | 34  | 35  | 36  | 37  | 38  | 39  | 40  |
| ------ | --- | --- | --- | --- | --- | --- | --- | --- | --- | --- | --- | --- | --- | --- | --- | --- | --- | --- | --- | --- | --- | --- | --- | --- | --- | --- | --- | --- | --- | --- | --- | --- | --- | --- | --- | --- | --- | --- | --- | --- |
| Points | 160 | 154 | 148 | 143 | 140 | 138 | 136 | 134 | 132 | 131 | 130 | 129 | 128 | 127 | 126 | 125 | 124 | 123 | 122 | 121 | 120 | 119 | 118 | 117 | 116 | 115 | 114 | 113 | 112 | 111 | 110 | 109 | 108 | 107 | 106 | 105 | 104 | 103 | 102 | 101 |

Puis de 1 point en 1 point jusqu'à la 80e place, et de 2 en 2 points pour arriver à 1 point pour la 110e place. Toutes les places suivantes obtiennent 1 point.
- Pour chaque relais, les points sont attribués selon le tableau suivant :

| Place  | 1   | 2   | 3   | 4   | 5   | 6   | 7   | 8   | 9   | 10  | 11  | 12  | 13  | 14  | 15  | 16  | 17  | 18  | 19  | 20  | 21  | 22  | 23 | 24 | 25 | 26 | 27 | 28 | 29 | 30 |
| ------ | --- | --- | --- | --- | --- | --- | --- | --- | --- | --- | --- | --- | --- | --- | --- | --- | --- | --- | --- | --- | --- | --- | -- | -- | -- | -- | -- | -- | -- | -- |
| Points | 420 | 390 | 360 | 330 | 310 | 290 | 270 | 250 | 230 | 220 | 210 | 200 | 190 | 180 | 170 | 160 | 150 | 140 | 130 | 120 | 110 | 100 | 90 | 80 | 70 | 60 | 50 | 40 | 30 | 20 |

- Pour les relais simples mixtes et les relais mixtes, les points sont partagés à moitié entre le classement général de la coupe des Nations féminin et le masculin. Chacun reçoit alors des points selon le tableau suivant :

| Place  | 1   | 2   | 3   | 4   | 5   | 6   | 7   | 8   | 9   | 10  | 11  | 12  | 13 | 14 | 15 | 16 | 17 | 18 | 19 | 20 | 21 | 22 | 23 | 24 | 25 | 26 | 27 | 28 | 29 | 30 |
| ------ | --- | --- | --- | --- | --- | --- | --- | --- | --- | --- | --- | --- | -- | -- | -- | -- | -- | -- | -- | -- | -- | -- | -- | -- | -- | -- | -- | -- | -- | -- |
| Points | 210 | 195 | 180 | 165 | 155 | 145 | 135 | 125 | 115 | 110 | 105 | 100 | 95 | 90 | 85 | 80 | 75 | 70 | 65 | 60 | 55 | 50 | 45 | 40 | 35 | 30 | 25 | 20 | 15 | 10 |

## Classements

### Classement général
Le classement général prend en compte les 23 meilleurs résultats de chaque biathlète sur les 25 épreuves.
| Rang | Nom                    | Points | Victoire(s) |
| ---- | ---------------------- | ------ | ----------- |
| 1    | Johannes Thingnes Bø   | 1262   | 16          |
| 2    | Aleksandr Loginov      | 854    | 1           |
| 3    | Quentin Fillon Maillet | 843    | 2           |
| 4    | Simon Desthieux        | 831    |             |
| 5    | Arnd Peiffer           | 802    | 1           |
| 6    | Tarjei Bø              | 724    |             |
| 7    | Benedikt Doll          | 705    |             |
| 8    | Simon Eder             | 701    |             |
| 9    | Julian Eberhard        | 695    |             |
| 10   | Lukas Hofer            | 694    |             |

| Rang | Nom                   | Points | Victoire(s) |
| ---- | --------------------- | ------ | ----------- |
| 1    | Dorothea Wierer       | 904    | 3           |
| 2    | Lisa Vittozzi         | 882    | 2           |
| 3    | Anastasia Kuzmina     | 870    | 5           |
| 4    | Marte Olsbu Røiseland | 855    | 3           |
| 5    | Hanna Öberg           | 741    | 2           |
| 6    | Paulína Fialková      | 687    |             |
| 7    | Kaisa Mäkäräinen      | 673    | 3           |
| 8    | Denise Herrmann       | 611    | 2           |
| 9    | Franziska Preuß       | 570    | 1           |
| 10   | Monika Hojnisz        | 567    |             |

### Coupe des Nations
| Rang | Nation    | Points |
| ---- | --------- | ------ |
| 1    | Norvège   | 8 147  |
| 2    | France    | 7 598  |
| 3    | Allemagne | 7 447  |
| 4    | Russie    | 7 110  |
| 5    | Autriche  | 6 779  |
| 6    | Italie    | 6 281  |
| 7    | Suède     | 6 185  |
| 8    | Tchéquie  | 6 019  |
| 9    | Suisse    | 5 413  |
| 10   | Ukraine   | 5 391  |

| Rang | Nation    | Points |
| ---- | --------- | ------ |
| 1    | Norvège   | 7 430  |
| 2    | Allemagne | 7 371  |
| 3    | France    | 7 219  |
| 4    | Russie    | 6 831  |
| 5    | Italie    | 6 800  |
| 6    | Suède     | 6 627  |
| 7    | Ukraine   | 5 980  |
| 8    | Tchéquie  | 5 864  |
| 9    | Suisse    | 5 453  |
| 10   | Autriche  | 5 405  |

### Classement par discipline

#### Individuel
| Rang | Nom                        | Points | Victoire(s) |
| ---- | -------------------------- | ------ | ----------- |
| 1    | Johannes Thingnes Bø       | 128    | 1           |
| 2    | Vetle Sjåstad Christiansen | 118    |             |
| 3    | Lars Helge Birkeland       | 97     |             |
| 4    | Arnd Peiffer               | 88     | 1           |
| 5    | Aleksandr Loguinov         | 87     |             |

| Rang | Nom              | Points | Victoire(s) |
| ---- | ---------------- | ------ | ----------- |
| 1    | Lisa Vittozzi    | 140    |             |
| 2    | Paulína Fialková | 111    |             |
| 3    | Markéta Davidová | 102    |             |
| 4    | Hanna Öberg      | 94     | 1           |
| 5    | Lisa Hauser      | 94     |             |

#### Sprint
| Rang | Nom                  | Points | Victoire(s) |
| ---- | -------------------- | ------ | ----------- |
| 1    | Johannes Thingnes Bø | 514    | 7           |
| 2    | Aleksandr Loguinov   | 350    | 1           |
| 3    | Simon Desthieux      | 338    |             |
| 4    | Benedikt Doll        | 305    |             |
| 5    | Antonin Guigonnat    | 271    |             |

| Rang | Nom                   | Points | Victoire(s) |
| ---- | --------------------- | ------ | ----------- |
| 1    | Anastasia Kuzmina     | 371    | 3           |
| 2    | Dorothea Wierer       | 330    | 1           |
| 3    | Marte Olsbu Røiseland | 326    | 2           |
| 4    | Lisa Vittozzi         | 309    | 1           |
| 5    | Kaisa Mäkäräinen      | 280    |             |

#### Poursuite
| Rang | Nom                    | Points | Victoire(s) |
| ---- | ---------------------- | ------ | ----------- |
| 1    | Johannes Thingnes Bø   | 386    | 5           |
| 2    | Quentin Fillon Maillet | 315    | 1           |
| 3    | Aleksandr Loguinov     | 305    |             |
| 4    | Simon Desthieux        | 271    |             |
| 5    | Tarjei Bø              | 266    |             |

| Rang | Nom                   | Points | Victoire(s) |
| ---- | --------------------- | ------ | ----------- |
| 1    | Dorothea Wierer       | 327    | 1           |
| 2    | Marte Olsbu Røiseland | 312    | 1           |
| 3    | Anastasia Kuzmina     | 309    | 1           |
| 4    | Lisa Vittozzi         | 301    | 1           |
| 5    | Kaisa Mäkäräinen      | 286    | 1           |

#### Départ Groupé
| Rang | Nom                    | Points | Victoire(s) |
| ---- | ---------------------- | ------ | ----------- |
| 1    | Johannes Thingnes Bø   | 262    | 3           |
| 2    | Arnd Peiffer           | 219    |             |
| 3    | Quentin Fillon Maillet | 218    | 1           |
| 4    | Julian Eberhard        | 196    |             |
| 5    | Benedikt Doll          | 167    |             |

| Rang | Nom                   | Points | Victoire(s) |
| ---- | --------------------- | ------ | ----------- |
| 1    | Hanna Öberg           | 220    | 1           |
| 2    | Dorothea Wierer       | 194    | 1           |
| 3    | Paulína Fialková      | 194    |             |
| 4    | Marte Olsbu Røiseland | 161    |             |
| 5    | Ekaterina Yurlova     | 155    |             |

#### Relais
| Rang | Nation    | Points | Victoire(s) |
| ---- | --------- | ------ | ----------- |
| 1    | Norvège   | 270    | 3           |
| 2    | Russie    | 236    | 1           |
| 3    | Allemagne | 233    |             |
| 4    | France    | 226    |             |
| 5    | Autriche  | 208    |             |

| Rang | Nation    | Points | Victoire(s) |
| ---- | --------- | ------ | ----------- |
| 1    | Norvège   | 306    | 3           |
| 2    | France    | 281    | 2           |
| 3    | Italie    | 266    | 1           |
| 4    | Allemagne | 264    |             |
| 5    | Suède     | 238    |             |

| Rang | Nation    | Points | Victoire(s) |
| ---- | --------- | ------ | ----------- |
| 1    | Norvège   | 249    | 1           |
| 2    | Allemagne | 241    | 1           |
| 3    | France    | 230    | 1           |
| 4    | Suède     | 215    |             |
| 5    | Russie    | 214    | 1           |

### Globes de cristal et titres mondiaux
| Disciplines       | Globes de cristal    | Champions du monde   |
| ----------------- | -------------------- | -------------------- |
| Général           | Johannes Thingnes Bø |                      |
| Coupe des Nations | Norvège              |                      |
| Individuel        | Johannes Thingnes Bø | Arnd Peiffer         |
| Sprint            | Johannes Thingnes Bø | Johannes Thingnes Bø |
| Poursuite         | Johannes Thingnes Bø | Dmytro Pidruchnyi    |
| Mass Start        | Johannes Thingnes Bø | Dominik Windisch     |
| Relais            | Norvège              | Norvège              |

| Disciplines       | Globes de cristal | Championnes du monde |
| ----------------- | ----------------- | -------------------- |
| Général           | Dorothea Wierer   |                      |
| Coupe des Nations | Norvège           |                      |
| Individuel        | Lisa Vittozzi     | Hanna Öberg          |
| Sprint            | Anastasia Kuzmina | Anastasia Kuzmina    |
| Poursuite         | Dorothea Wierer   | Denise Herrmann      |
| Mass Start        | Hanna Öberg       | Dorothea Wierer      |
| Relais            | Norvège           | Norvège              |

| Disciplines   | Globe de cristal | Champions du monde |
| ------------- | ---------------- | ------------------ |
| Relais        | Norvège          | Norvège            |
| Relais simple | Norvège          | Norvège            |

## Calendrier et podiums[13]

### Hommes

#### Épreuves individuelles
| Étape                                                      | Lieu                 | Épreuve                            | Date             | Vainqueur                                                          | Deuxième                                                           | Troisième                                                          | Leader du classement général |
| ---------------------------------------------------------- | -------------------- | ---------------------------------- | ---------------- | ------------------------------------------------------------------ | ------------------------------------------------------------------ | ------------------------------------------------------------------ | ---------------------------- |
| 1                                                          | Pokljuka             | Individuel 20 km                   | 6 décembre 2018  | Martin Fourcade                                                    | Johannes Kühn                                                      | Simon Eder                                                         | Martin Fourcade              |
| 1                                                          | Pokljuka             | Sprint 10 km                       | 7 décembre 2018  | Johannes Thingnes Bø                                               | Antonin Guigonnat                                                  | Aleksandr Loguinov                                                 | Johannes Thingnes Bø         |
| 1                                                          | Pokljuka             | Poursuite 12,5 km                  | 9 décembre 2018  | Johannes Thingnes Bø                                               | Quentin Fillon Maillet                                             | Aleksandr Loguinov                                                 | Johannes Thingnes Bø         |
| 2                                                          | Hochfilzen           | Sprint 10 km                       | 14 décembre 2018 | Johannes Thingnes Bø                                               | Martin Fourcade                                                    | Benedikt Doll                                                      | Johannes Thingnes Bø         |
| 2                                                          | Hochfilzen           | Poursuite 12,5 km                  | 15 décembre 2018 | Martin Fourcade                                                    | Arnd Peiffer                                                       | Vetle Sjåstad Christiansen                                         | Johannes Thingnes Bø         |
| 3                                                          | Nové Město           | Sprint 10 km                       | 20 décembre 2018 | Johannes Thingnes Bø                                               | Aleksandr Loguinov                                                 | Martin Ponsiluoma                                                  | Johannes Thingnes Bø         |
| 3                                                          | Nové Město           | Poursuite 12,5 km                  | 22 décembre 2018 | Johannes Thingnes Bø                                               | Aleksandr Loguinov                                                 | Tarjei Bø                                                          | Johannes Thingnes Bø         |
| 3                                                          | Nové Město           | Départ Groupé 15 km                | 23 décembre 2018 | Johannes Thingnes Bø                                               | Quentin Fillon Maillet                                             | Evgeniy Garanichev                                                 | Johannes Thingnes Bø         |
| 4                                                          | Oberhof              | Sprint 10 km                       | 11 janvier 2019  | Aleksandr Loguinov                                                 | Johannes Thingnes Bø                                               | Sebastian Samuelsson                                               | Johannes Thingnes Bø         |
| 4                                                          | Oberhof              | Poursuite 12,5 km                  | 12 janvier 2019  | Johannes Thingnes Bø                                               | Arnd Peiffer                                                       | Lukas Hofer                                                        | Johannes Thingnes Bø         |
| 5                                                          | Ruhpolding           | Sprint 10 km                       | 17 janvier 2019  | Johannes Thingnes Bø                                               | Tarjei Bø                                                          | Benedikt Doll                                                      | Johannes Thingnes Bø         |
| 5                                                          | Ruhpolding           | Départ Groupé 15 km                | 20 janvier 2019  | Johannes Thingnes Bø                                               | Julian Eberhard                                                    | Quentin Fillon Maillet                                             | Johannes Thingnes Bø         |
| 6                                                          | Antholz - Anterselva | Sprint 10 km                       | 25 janvier 2019  | Johannes Thingnes Bø                                               | Erlend Bjøntegaard                                                 | Antonin Guigonnat                                                  | Johannes Thingnes Bø         |
| 6                                                          | Antholz - Anterselva | Poursuite 12,5 km                  | 26 janvier 2019  | Johannes Thingnes Bø                                               | Antonin Guigonnat                                                  | Quentin Fillon Maillet                                             | Johannes Thingnes Bø         |
| 6                                                          | Antholz - Anterselva | Départ Groupé 15 km                | 27 janvier 2019  | Quentin Fillon Maillet                                             | Johannes Thingnes Bø                                               | Arnd Peiffer                                                       | Johannes Thingnes Bø         |
| 7                                                          | Canmore              | Individuel court 15 km             | 7 février 2019   | Johannes Thingnes Bø                                               | Vetle Sjåstad Christiansen                                         | Aleksandr Loguinov                                                 | Johannes Thingnes Bø         |
| 7                                                          | Canmore              | Départ Groupé 15 km → Sprint 10 km | 10 février 2019  | Annulé (épreuve non disputée en raison des conditions climatiques) | Annulé (épreuve non disputée en raison des conditions climatiques) | Annulé (épreuve non disputée en raison des conditions climatiques) | Johannes Thingnes Bø         |
| 8                                                          | Soldier Hollow       | Sprint 10 km                       | 15 février 2019  | Vetle Sjåstad Christiansen                                         | Simon Desthieux                                                    | Roman Rees                                                         | Johannes Thingnes Bø         |
| 8                                                          | Soldier Hollow       | Poursuite 12,5 km                  | 16 février 2019  | Quentin Fillon Maillet                                             | Vetle Sjåstad Christiansen                                         | Simon Desthieux                                                    | Johannes Thingnes Bø         |
| Championnats du monde de biathlon 2019 (7 au 17 mars 2019) |                      |                                    |                  |                                                                    |                                                                    |                                                                    |                              |
| ChM                                                        | Östersund            | Sprint 10 km                       | 9 mars 2019      | Johannes Thingnes Bø                                               | Aleksandr Loguinov                                                 | Quentin Fillon Maillet                                             | Johannes Thingnes Bø         |
| ChM                                                        | Östersund            | Poursuite 12,5 km                  | 10 mars 2019     | Dmytro Pidruchnyi                                                  | Johannes Thingnes Bø                                               | Quentin Fillon Maillet                                             | Johannes Thingnes Bø         |
| ChM                                                        | Östersund            | Individuel 20 km                   | 13 mars 2019     | Arnd Peiffer                                                       | Vladimir Iliev                                                     | Tarjei Bø                                                          | Johannes Thingnes Bø         |
| ChM                                                        | Östersund            | Départ Groupé 15 km                | 17 mars 2019     | Dominik Windisch                                                   | Antonin Guigonnat                                                  | Julian Eberhard                                                    | Johannes Thingnes Bø         |
| Fin des championnats du monde                              |                      |                                    |                  |                                                                    |                                                                    |                                                                    |                              |
| 9                                                          | Oslo - Holmenkollen  | Sprint 10 km                       | 22 mars 2019     | Johannes Thingnes Bø                                               | Lukas Hofer                                                        | Quentin Fillon Maillet                                             | Johannes Thingnes Bø         |
| 9                                                          | Oslo - Holmenkollen  | Poursuite 12,5 km                  | 23 mars 2019     | Johannes Thingnes Bø                                               | Tarjei Bø                                                          | Arnd Peiffer                                                       | Johannes Thingnes Bø         |
| 9                                                          | Oslo - Holmenkollen  | Départ Groupé 15 km                | 24 mars 2019     | Johannes Thingnes Bø                                               | Arnd Peiffer                                                       | Benedikt Doll                                                      | Johannes Thingnes Bø         |

#### Relais
| Étape                                                      | Lieu       | Épreuve           | Date             | Vainqueur                                                                                               | Deuxième                                                                                     | Troisième                                                                                 | Leader du classement du relais masculin |
| ---------------------------------------------------------- | ---------- | ----------------- | ---------------- | --- | -------------------------------------------------------------------------------------------- | ----------------------------------------------------------------------------------------- | --------------------------------------- |
| 2                                                          | Hochfilzen | Relais 4 × 7,5 km | 16 décembre 2018 | Suède - Peppe Femling - Martin Ponsiluoma - Torstein Stenersen - Sebastian Samuelsson                   | Norvège - Lars Helge Birkeland - Henrik L'Abée-Lund - Tarjei Bø - Vetle Sjåstad Christiansen | Allemagne - Simon Schempp - Johannes Kühn - Arnd Peiffer - Benedikt Doll                  | Suède                                   |
| 4                                                          | Oberhof    | Relais 4 × 7,5 km | 13 janvier 2019  | Russie - Maksim Tsvetkov - Evgeniy Garanichev - Dmitry Malyshko - Aleksandr Loguinov                    | France - Antonin Guigonnat - Simon Desthieux - Quentin Fillon Maillet - Martin Fourcade      | Autriche - Tobias Eberhard - Simon Eder - Dominik Landertinger - Julian Eberhard          | Suède                                   |
| 5                                                          | Ruhpolding | Relais 4 × 7,5 km | 18 janvier 2019  | Norvège - Lars Helge Birkeland - Vetle Sjåstad Christiansen - Tarjei Bø - Johannes Thingnes Bø          | Allemagne - Roman Rees - Johannes Kühn - Arnd Peiffer - Benedikt Doll                        | France - Émilien Jacquelin - Martin Fourcade - Quentin Fillon Maillet - Simon Desthieux   | Norvège                                 |
| 7                                                          | Canmore    | Relais 4 × 7,5 km | 8 février 2019   | Norvège - Lars Helge Birkeland - Vetle Sjåstad Christiansen - Erlend Bjøntegaard - Johannes Thingnes Bø | France - Antonin Guigonnat - Émilien Jacquelin - Simon Fourcade - Quentin Fillon Maillet     | Russie - Evgeniy Garanichev - Eduard Latypov - Aleksandr Loguinov - Alexander Povarnitsyn | Norvège                                 |
| Championnats du monde de biathlon 2019 (7 au 17 mars 2019) |            |                   |                  | |                                                                                              |                                                                                           |                                         |
| ChM                                                        | Östersund  | Relais 4 × 7,5 km | 16 mars 2019     | Norvège - Lars Helge Birkeland - Vetle Sjåstad Christiansen - Tarjei Bø - Johannes Thingnes Bø          | Allemagne - Erik Lesser - Roman Rees - Arnd Peiffer - Benedikt Doll                          | Russie - Matvey Eliseev - Nikita Porshnev - Dmitry Malyshko - Aleksandr Loguinov          | Norvège                                 |
| Fin des championnats du monde                              |            |                   |                  | |                                                                                              |                                                                                           |                                         |

### Femmes

#### Épreuves individuelles
| Étape                                                      | Lieu                 | Épreuve                               | Date             | Vainqueur                                                          | Deuxième                                                           | Troisième                                                          | Leader du classement général |
| ---------------------------------------------------------- | -------------------- | ------------------------------------- | ---------------- | ------------------------------------------------------------------ | ------------------------------------------------------------------ | ------------------------------------------------------------------ | ---------------------------- |
| 1                                                          | Pokljuka             | Individuel 15 km                      | 6 décembre 2018  | Yuliia Dzhima                                                      | Monika Hojnisz                                                     | Markéta Davidová                                                   | Yuliia Dzhima                |
| 1                                                          | Pokljuka             | Sprint 7,5 km                         | 8 décembre 2018  | Kaisa Mäkäräinen                                                   | Dorothea Wierer                                                    | Justine Braisaz                                                    | Dorothea Wierer              |
| 1                                                          | Pokljuka             | Poursuite 10 km                       | 9 décembre 2018  | Kaisa Mäkäräinen                                                   | Dorothea Wierer                                                    | Paulína Fialková                                                   | Dorothea Wierer              |
| 2                                                          | Hochfilzen           | Sprint 7,5 km                         | 13 décembre 2018 | Dorothea Wierer                                                    | Kaisa Mäkäräinen                                                   | Ekaterina Yurlova                                                  | Dorothea Wierer              |
| 2                                                          | Hochfilzen           | Poursuite 10 km                       | 15 décembre 2018 | Kaisa Mäkäräinen                                                   | Paulína Fialková                                                   | Dorothea Wierer                                                    | Dorothea Wierer              |
| 3                                                          | Nové Město           | Sprint 7,5 km                         | 21 décembre 2018 | Marte Olsbu Røiseland                                              | Laura Dahlmeier                                                    | Paulína Fialková                                                   | Dorothea Wierer              |
| 3                                                          | Nové Město           | Poursuite 10 km                       | 22 décembre 2018 | Marte Olsbu Røiseland                                              | Dorothea Wierer                                                    | Hanna Öberg                                                        | Dorothea Wierer              |
| 3                                                          | Nové Město           | Départ Groupé 12,5 km                 | 23 décembre 2018 | Anastasia Kuzmina                                                  | Paulína Fialková                                                   | Anaïs Chevalier                                                    | Dorothea Wierer              |
| 4                                                          | Oberhof              | Sprint 7,5 km                         | 10 janvier 2019  | Lisa Vittozzi                                                      | Anaïs Chevalier                                                    | Hanna Öberg                                                        | Dorothea Wierer              |
| 4                                                          | Oberhof              | Poursuite 10 km                       | 12 janvier 2019  | Lisa Vittozzi                                                      | Anastasia Kuzmina                                                  | Anaïs Chevalier                                                    | Dorothea Wierer              |
| 5                                                          | Ruhpolding           | Sprint 7,5 km                         | 17 janvier 2019  | Anastasia Kuzmina                                                  | Lisa Vittozzi                                                      | Hanna Öberg                                                        | Dorothea Wierer              |
| 5                                                          | Ruhpolding           | Départ Groupé 12,5 km                 | 20 janvier 2019  | Franziska Preuß                                                    | Ingrid Landmark Tandrevold                                         | Paulína Fialková                                                   | Dorothea Wierer              |
| 6                                                          | Antholz - Anterselva | Sprint 7,5 km                         | 24 janvier 2019  | Markéta Davidová                                                   | Kaisa Mäkäräinen                                                   | Marte Olsbu Røiseland                                              | Dorothea Wierer              |
| 6                                                          | Antholz - Anterselva | Poursuite 10 km                       | 26 janvier 2019  | Dorothea Wierer                                                    | Laura Dahlmeier                                                    | Lisa Vittozzi                                                      | Dorothea Wierer              |
| 6                                                          | Antholz - Anterselva | Départ Groupé 12,5 km                 | 27 janvier 2019  | Laura Dahlmeier                                                    | Markéta Davidová                                                   | Vanessa Hinz                                                       | Dorothea Wierer              |
| 7                                                          | Canmore              | Individuel court 12,5 km              | 7 février 2019   | Tiril Eckhoff                                                      | Markéta Davidová                                                   | Lisa Vittozzi                                                      | Dorothea Wierer              |
| 7                                                          | Canmore              | Départ Groupé 12,5 km → Sprint 7,5 km | 10 février 2019  | Annulé (épreuve non disputée en raison des conditions climatiques) | Annulé (épreuve non disputée en raison des conditions climatiques) | Annulé (épreuve non disputée en raison des conditions climatiques) | Dorothea Wierer              |
| 8                                                          | Soldier Hollow       | Sprint 7,5 km                         | 14 février 2019  | Marte Olsbu Røiseland                                              | Kaisa Mäkäräinen                                                   | Franziska Hildebrand                                               | Dorothea Wierer              |
| 8                                                          | Soldier Hollow       | Poursuite 10 km                       | 16 février 2019  | Denise Herrmann                                                    | Franziska Hildebrand                                               | Kaisa Mäkäräinen                                                   | Lisa Vittozzi                |
| Championnats du monde de biathlon 2019 (7 au 17 mars 2019) |                      |                                       |                  |                                                                    |                                                                    |                                                                    |                              |
| ChM                                                        | Östersund            | Sprint 7,5 km                         | 8 mars 2019      | Anastasia Kuzmina                                                  | Ingrid Landmark Tandrevold                                         | Laura Dahlmeier                                                    | Dorothea Wierer              |
| ChM                                                        | Östersund            | Poursuite 10 km                       | 10 mars 2019     | Denise Herrmann                                                    | Tiril Eckhoff                                                      | Laura Dahlmeier                                                    | Lisa Vittozzi                |
| ChM                                                        | Östersund            | Individuel 15 km                      | 12 mars 2019     | Hanna Öberg                                                        | Lisa Vittozzi                                                      | Justine Braisaz                                                    | Lisa Vittozzi                |
| ChM                                                        | Östersund            | Départ Groupé 12,5 km                 | 17 mars 2019     | Dorothea Wierer                                                    | Ekaterina Yurlova                                                  | Denise Herrmann                                                    | Dorothea Wierer              |
| Fin des championnats du monde                              |                      |                                       |                  |                                                                    |                                                                    |                                                                    |                              |
| 9                                                          | Oslo - Holmenkollen  | Sprint 7,5 km                         | 21 mars 2019     | Anastasia Kuzmina                                                  | Franziska Preuß                                                    | Paulína Fialková                                                   | Dorothea Wierer              |
| 9                                                          | Oslo - Holmenkollen  | Poursuite 10 km                       | 23 mars 2019     | Anastasia Kuzmina                                                  | Denise Herrmann                                                    | Hanna Öberg                                                        | Dorothea Wierer              |
| 9                                                          | Oslo - Holmenkollen  | Départ Groupé 12,5 km                 | 24 mars 2019     | Hanna Öberg                                                        | Tiril Eckhoff                                                      | Clare Egan                                                         | Dorothea Wierer              |

#### Relais
| Étape                                                      | Lieu       | Épreuve         | Date             | Vainqueur                                                                                       | Deuxième                                                                                                | Troisième                                                                            | Leader du classement du relais féminin |
| ---------------------------------------------------------- | ---------- | --------------- | ---------------- | ----------------------------------------------------------------------------------------------- | --- | ------------------------------------------------------------------------------------ | -------------------------------------- |
| 2                                                          | Hochfilzen | Relais 4 × 6 km | 16 décembre 2018 | Italie - Lisa Vittozzi - Alexia Runggaldier - Dorothea Wierer - Federica Sanfilippo             | Suède - Linn Persson - Mona Brorsson - Emma Nilsson - Hanna Öberg                                       | France - Anaïs Chevalier - Julia Simon - Célia Aymonier - Anaïs Bescond              | Italie                                 |
| 4                                                          | Oberhof    | Relais 4 × 6 km | 13 janvier 2019  | Russie - Evgeniya Pavlova - Margarita Vasileva - Larisa Kuklina - Ekaterina Yurlova             | Allemagne - Karolin Horchler - Franziska Hildebrand - Franziska Preuß - Denise Herrmann                 | Tchéquie - Lucie Charvátová - Veronika Vitkova - Markéta Davidová - Eva Puskarcikova | Russie                                 |
| 5                                                          | Ruhpolding | Relais 4 × 6 km | 19 janvier 2019  | France - Julia Simon - Anaïs Bescond - Justine Braisaz - Anaïs Chevalier                        | Norvège - Synnøve Solemdal - Ingrid Landmark Tandrevold - Tiril Eckhoff - Marte Olsbu Røiseland         | Allemagne - Vanessa Hinz - Laura Dahlmeier - Franziska Preuß - Denise Herrmann       | France                                 |
| 7                                                          | Canmore    | Relais 4 × 6 km | 8 février 2019   | Allemagne - Vanessa Hinz - Franziska Hildebrand - Denise Herrmann - Laura Dahlmeier             | Norvège - Emilie Ågheim Kalkenberg - Ingrid Landmark Tandrevold - Tiril Eckhoff - Marte Olsbu Røiseland | France - Anaïs Chevalier - Justine Braisaz - Anaïs Bescond - Julia Simon             | Allemagne                              |
| Championnats du monde de biathlon 2019 (7 au 17 mars 2019) |            |                 |                  |                                                                                                 | |                                                                                      |                                        |
| ChM                                                        | Östersund  | Relais 4 × 6 km | 16 mars 2019     | Norvège - Synnøve Solemdal - Ingrid Landmark Tandrevold - Tiril Eckhoff - Marte Olsbu Røiseland | Suède - Linn Persson - Mona Brorsson - Anna Magnusson - Hanna Öberg                                     | Ukraine - Anastasiya Merkushyna - Vita Semerenko - Juliya Dzhyma - Valj Semerenko    | Norvège                                |
| Fin des championnats du monde                              |            |                 |                  |                                                                                                 | |                                                                                      |                                        |

### Mixte
| Étape                                                      | Lieu           | Épreuve                          | Date            | Vainqueur                                                                                           | Deuxième                                                                      | Troisième                                                                                           | Leader du classement du relais mixte |
| ---------------------------------------------------------- | -------------- | -------------------------------- | --------------- | --------------------------------------------------------------------------------------------------- | ----------------------------------------------------------------------------- | --------------------------------------------------------------------------------------------------- | ------------------------------------ |
| 1                                                          | Pokljuka       | Relais simple 6 km F + 7,5 km H  | 2 décembre 2018 | Norvège - Thekla Brun-Lie - Lars Helge Birkeland                                                    | Autriche - Lisa Theresa Hauser - Simon Eder                                   | Ukraine - Anastasiya Merkushyna - Artem Tyshchenko                                                  | Norvège                              |
| 1                                                          | Pokljuka       | Relais 2 × 6 km F + 2 × 7,5 km H | 2 décembre 2018 | France - Anaïs Bescond - Justine Braisaz - Martin Fourcade - Simon Desthieux                        | Suisse - Elisa Gasparin - Lena Häcki - Benjamin Weger - Jeremy Finello        | Italie - Lisa Vittozzi - Dorothea Wierer - Dominik Windisch - Lukas Hofer                           | France                               |
| 8                                                          | Soldier Hollow | Relais simple 6 km H + 7,5 km F  | 17 février 2019 | Italie - Lukas Hofer - Dorothea Wierer                                                              | Autriche - Simon Eder - Lisa Theresa Hauser                                   | France - Antonin Guigonnat - Julia Simon                                                            | France                               |
| 8                                                          | Soldier Hollow | Relais 2 × 7,5 km H + 2 × 6 km F | 17 février 2019 | France - Quentin Fillon Maillet - Simon Desthieux - Célia Aymonier - Anaïs Chevalier                | Allemagne - Erik Lesser - Benedikt Doll - Franziska Hildebrand - Vanessa Hinz | Norvège - Vetle Sjåstad Christiansen - Johannes Thingnes Bø - Tiril Eckhoff - Marte Olsbu Røiseland | France                               |
| Championnats du monde de biathlon 2019 (7 au 17 mars 2019) |                |                                  |                 | |                                                                               | |                                      |
| ChM                                                        | Östersund      | Relais 2 × 6 km F + 2 × 7,5 km H | 7 mars 2019     | Norvège - Marte Olsbu Røiseland - Tiril Eckhoff - Johannes Thingnes Bø - Vetle Sjåstad Christiansen | Allemagne - Vanessa Hinz - Denise Herrmann - Arnd Peiffer - Benedikt Doll     | Italie - Lisa Vittozzi - Dorothea Wierer - Lukas Hofer - Dominik Windisch                           | Norvège                              |
| ChM                                                        | Östersund      | Relais simple 6 km F + 7,5 km H  | 14 mars 2019    | Norvège - Marte Olsbu Røiseland - Johannes Thingnes Bø                                              | Italie - Dorothea Wierer - Lukas Hofer                                        | Suède - Hanna Öberg - Sebastian Samuelsson                                                          | Norvège                              |
| Fin des Championnats du monde                              |                |                                  |                 | |                                                                               | |                                      |

## Tableau des podiums
| Rang | Nation     | Places | Places | Places | Total de podiums |
| Rang | Nation     | 1er    | 2e     | 3e     | Total de podiums |
| ---- | ---------- | ------ | ------ | ------ | ---------------- |
| 1    | Norvège    | 28     | 15     | 5      | 48               |
| 2    | Italie     | 8      | 7      | 6      | 21               |
| 3    | France     | 7      | 10     | 15     | 32               |
| 4    | Allemagne  | 6      | 14     | 13     | 33               |
| 5    | Slovaquie  | 5      | 3      | 4      | 12               |
| 6    | Russie     | 3      | 4      | 7      | 14               |
| 7    | Finlande   | 3      | 3      | 1      | 7                |
| 8    | Suède      | 3      | 2      | 7      | 12               |
| 9    | Ukraine    | 2      | 0      | 2      | 4                |
| 10   | Tchéquie   | 1      | 2      | 2      | 5                |
| 11   | Autriche   | 0      | 3      | 3      | 6                |
| 12   | Bulgarie   | 0      | 1      | 0      | 1                |
| 12   | Pologne    | 0      | 1      | 0      | 1                |
| 12   | Suisse     | 0      | 1      | 0      | 1                |
| 15   | États-Unis | 0      | 0      | 1      | 1                |